# هاوسمانيت
الهاوسمانيت معدن من معادن المنغنيز ينتمي إلى صنف معادن الأكاسيد، صيغته Mn2+Mn3+2O4؛ ويوجد على هيئة كتل صلبة ذات لون أسود رمادي، أو بني غامق مسود؛ وله مخدش بني محمر.
أطلق الجيولوجي النمساوي فلهيلم فون هايدنغر على هذا المعدن اسم هاوسمانيت، وذلك نسبةً إلى الجيولوجي الألماني يوهان فريدريش لودفيغ هاوسمان، الذي وصف هذا المعدن لأول مرة سنة 1813.